# Grandménil
Grandménil (en wallon Grand-Mayni-e-l'-Årdene, en néerlandais Grootmenil) est une section de la commune belge de Manhay située en Wallonie dans la province de Luxembourg.
C'était une commune à part entière avant la fusion des communes de 1977.

## Démographie
- Source: INS recensements population

## Histoire
Grandménil n'était une commune de la province de Luxembourg que depuis 1839. Elle faisait partie avant cela du département de Sambre-et-Meuse.
L'ancienne commune de Grandménil comprenait plusieurs hameaux :  Chêne-al'Pierre, Lafosse, La Fourche, Basse Monchenoule et Haute Monchenoule.

## Personnalités
- Adolphe Jacoby (1888-1976), officier militaire et écrivain belge, est né à Grandménil.